# Can Gussinye (Castellfollit de la Roca)
Can Gussinye és una obra de Castellfollit de la Roca (Garrotxa) inclosa a l'Inventari del Patrimoni Arquitectònic de Catalunya.

## Descripció
Independentment del municipi urbà de Castellfollit de la Roca i al costat de la carretera comarcal 150, està ubicat Can Gussinyà. Es una construcció de planta rectangular amb diferents cossos i teulades a diferents nivells. Cal destacar el cos de llevant que disposa de baixos i dos pisos superiors; el teulat es a quatre vessants. En el primer pis cal remarcar una galeria coberta amb tres arcs de punt rodó que es repeteixen en el pis superior. Recolzades en els murs hi ha diverses rodes d'un antic molí fariner.

## Història
Es igualment remarcable el portal de ferro que dona accés al conjunt. Dos lleons enmarquen la data 1872 i les inicials J.G.
A l'interior del mas es conserva una capella particular dedicada a la Mare de Déu del Carme; durant la guerra civil es va destruir l'altar i el retaule neogòtic que hi havia. Actualment s'hi conserva un senzill altar amb la imatge de la Verge.